# Fuirena leptostachya
Fuirena leptostachya är en halvgräsart som beskrevs av Daniel Oliver. Fuirena leptostachya ingår i släktet Fuirena och familjen halvgräs.

## Underarter
Arten delas in i följande underarter:
- F. l. leptostachya
- F. l. nudiflora